# Diego Sánchez Meca
Diego Sánchez Meca es un filósofo español y catedrático de Filosofía Contemporánea en la Universidad Nacional de Educación a Distancia en Madrid. Especialista en Nietzsche, ha dirigido la edición completa en castellano de sus Obras Completas y de sus Fragmentos Póstumos. Es Presidente de la Sociedad Española de Estudios sobre Nietzsche (SEDEN). Su investigación a lo largo de su trayectoria académica ha estado orientada a las corrientes y movimientos del pensamiento de los siglos XIX y XX, y ha dedicado publicaciones también a autores como Martin Buber, Schopenhauer, Friedrich Schlegel, Goethe, Heidegger, Thomas Mann, Lévinas, Ricoeur y Ortega y Gasset.
Entre sus cargos y responsabilidades más importantes deben señalarse las siguientes: Miembro del Comité Científico de Studia Nietzscheana. Centre internationale et multilingue d'Etudes nietzschénnes, Institut des Textes et Manuscrits Modernes, CNRS, París ; Miembro del Comité Científico del Proyecto Internacional HyperNietzsche (CNRS/ENS, Francia); Miembro cofundador del Groupe International de Recherches sur Nietzsche / Gruppo Internazionale di Ricerche su Nietzsche (GIRN); Miembro del Comité Asesor de la Società Filosofica Italiana, Roma. También es miembro del Comité científico de diversas revistas científicas españolas y extranjeras. 

## Obra
La obra de Sánchez Meca se centra en el problema de la determinación del marco teórico que puede dar razón de las transformaciones de la conciencia moderna, así como en el análisis del destino histórico de los proyectos europeos de cultura desarrollados a partir de la oposición Ilustración-Romanticismo, tal como ha expuesto en su ensayo Modernidad y romanticismo. Para una genealogía de la actualidad. Es en este marco donde adquiere especial relevancia el lugar filosófico de Nietzsche, cuya obra y pensamiento ha expuesto en obras como Nietzsche. La experiencia dionisíaca del mundo y Cultura europea y estilos de vida: Singladuras nietzscheanas, y de cuya edición crítica se ha ocupado dirigiendo la edición tanto de los Fragmentos Póstumos como de las Obras Completas.

### Obra publicada
- Cultura europea y estilos de vida: Singladuras nietzscheanas, Madrid, Tecnos, 2024.
- El itinerario intelectual de Nietzsche, Madrid, Tecnos, 2018.
-Totalitarismo: la resistencia filosófica (ed.), Madrid, Tecnos, 2018, 287 págs (en colaboración con J.L. Villacañas).
- Conceptos en imágenes. La expresión literaria de las ideas, Madrid, Avarigani, 2016.
- Guía Nietzsche (ed.) Granada, Comares, 2014, 357 págs (en colaboración con J. Conill).
- Modernidad y romanticismo: para una genealogía de la actualidad, Madrid, Tecnos, 2013.
- Nietzsche: la experiencia dionisíaca del mundo, Madrid, Tecnos, 2013 (5.ª edición).
- El nihilismo: perspectivas sobre la historia espiritual de Europa, Madrid, Síntesis, 2003.
- Martin Buber, 2.ª edición corregida y aumentada, Barcelona, Editorial Herder, 2000.
- La Historia de la Filosofía como Hermenéutica, Madrid, UNED, 1996 (2.ª edición).
- Metamorfosis y confines de la individualidad, Madrid, Tecnos, 1995.
- En torno al Superhombre. Nietzsche y la crisis de la modernidad, Barcelona, 1989.

### Textos
- Historia de la filosofía antigua y medieval, Madrid, Dykinson, 2013, 480 págs.
- Diccionario esencial de filosofía, Madrid, Dykinson, 2012, 462 págs.
- Historia de la filosofía moderna y contemporánea, Madrid, Dykinson, 2011, 607 págs.
- Teoría del conocimiento, Madrid, Dykinson, 2001, 2012 (2.ª edición), 750 págs.
- Historia de la Filosofía 2° Bachillerato, Madrid, Anaya, 2016  y 2023, 360 págs.
- Filosofía 1° Bachillerato, Madrid, Anaya, 2015 y 2022, 344 págs.

### Ediciones y traducciones anotadas y prologadas

#### Ediciones de la obra de Nietzsche
- Nietzsche, F., Obras completas, Edición dirigida por Diego Sánchez Meca, Madrid, Tecnos, vol. I: Escritos de juventud, 2011, 930 págs.; vol. II: Escritos filológicos, 2013, 1048 págs.; vol. III: Obras de madurez I, 2014, 910 págs.; vol. IV: Obras de madurez II, 2016, 1150 págs.
- Nietzsche, F., Fragmentos Póstumos, Edición completa dirigida por Diego Sánchez Meca, Madrid, Tecnos, vol. I: Fragmentos Póstumos 1869-1874, 2007, 590 págs. (2.ª edición 2010); vol. II, Fragmentos Póstumos 1875-1882, 2008, 916 págs; vol. III, Fragmentos Póstumos 1882-1885, 2010, 898 págs.; vol. IV, Fragmentos Póstumos 1885-1889, 2006 (2.ª edición 2008), 780 págs.
- Nietzsche, F., El culto griego a los dioses, estudio preliminar, traducción y notas, Madrid, Alderabán Editores, 1999, 300 págs.
- Nietzsche, F., La genealogía de la moral, edición y estudio introductorio, Madrid, Tecnos, 2003, 230 págs.
- Nietzsche, F., Sabiduría para pasado mañana. Selección de Fragmentos póstumos (1869-1889), edición y estudio introductorio, Madrid, Tecnos, 2001, 228 págs.
-Nietzsche, F., Conferencias sobre el futuro de nuestros centros educativos. Estudio Preliminar, traducción y notas de Diego Sánchez Meca, Madrid, Editorial Tecnos, 2024, 127 pàgs..

#### - Otras ediciones
-Schopenhauer, A., Sobre el dolor del mundo y la voluntad de vivir, Estudio Preliminar, traducción y notas de Diego Sánchez Meca, Madrid, Editorial Tecnos, 2023, 175 págs.
- Tillich, P., El coraje de ser. Madrid, Avarigani, 2018, 204 págs. 
-Schopenhauer, A., El dolor del mundo y el consuelo de la religión (Paralipomena 134-182), estudio preliminar, traducción y notas, Madrid, Alderabán Editores, 1998, 303 págs.
- Goethe, J.W., Teoría de la naturaleza, estudio preliminar, traducción y notas, Madrid, Tecnos, 1997, 251 págs.
- Schlegel, F., Poesía y Filosofía, estudio preliminar, traducción y notas, Madrid, Editorial Alianza (Colección "Alianza Universidad"), 1994, 170 págs.

### Artículos de revista y capítulos de libro (Selección últimos 10 años)
-“A edição em castelhano das Obras Completas e dos Fragmentos Póstumos de Nietzsche” (2006 - 2016), en Cadernos Nietzsche, 2024 nº 45 (2), pp. 1-22
-“Sentido y defensa del derecho y la justicia en Nietzsche”, en Anales del Seminario de Historia de la Filosofía, Univ. Complutense, 2023, nº 40(2), pp. 345-354.
-“La proposition de Nietzsche pour l'Europe : La Grande Politique”, en Bertot, C.-Leclercq, J. (eds.), Nietzsche et l’Europe, Louvain, Presses Universitaires de Louvain, 2023, pp. 247-266
-“Darwinismo y voluntad de poder. Sobre la crítica de Nietzsche a los prejuicios de la ciencia moderna”, en Calero, C. (ed.), Filosofía y acontecer, Granada, Editorial Comares, 2023, pp. 165-180
-“Hugo Ball y la recepción de Nietzsche en las vanguardias artísticas”, Éndoxa. Series filosóficas, 2023, nº 51, 2022, pp. 281-287
-“Política del poder y política de la grandeza: el antiigualitarismo de Nietzsche”, en Araucaria. Revista iberoamericana de Filosofía Política 2021 (año 23, nº 46), pp.327-350
-“Reading as an autonomous and original exercise of the free spirit”, en Béland, M. (ed.), Nietzsche On Making Sense of Nietzsche, Reims, Épure, 2021, pp. 277-290
-“A filosofia em cena: crítica e afirmação da teatralidade em Nietzsche” en Cadernos Nietzsche (Univ. Sao Paulo), v.41, n.2, 2020, pp. 27-43
“Mann, Kafka y Jünger sobre el nihilismo europeo”, en Revista de Occidente Junio 2020 (469), pp.17-32
-"Zaratustra profeta del eterno retorno", en Bertot, C.-Leclercq, J. (eds.), Nietzsche penseur de l'Affirmation, Lovain, Presses Universitaires de Louvain, 2019, pp. 243-254
-"Arte sin metafísica: música y poesía en Nietzsche", en Antoranz, S.-Piquero, E. (eds.), Nietzsche y su sombra: consideraciones sobre lo poético y lo artístico, Madrid, Ed. Dykinson, 2019, pp. 21-29
-"L'herméneutique face à la philosophie comme rechereche du fondement", en Dénat, C.- Wotling, P. (éds.), Les enjeux de l'herméneutique en Allemagne et au-delá, Reims, Épure, 2018, pp. 267-298.
-"Arte y metafísica en Zambrano y Nietzsche", en Antoranz, S.-Santiago, S. (eds.), La recepción de Nietzsche en España: nuevas aportaciones, Berna, Peter Lang, 2018, pp. 219- 232
-"Nietzsche, el filósofo que quiso hacer filosofía con la música", en El universo musical de Friedrich Nietzsche, Madrid, Fundación Juan March, 2018, pp. 6-21
-"Voluntad y poder de una edición nietzscheana", en Estudios Nietzsche 2018 (18), pp. 81- 94
-“Bildung und Freiheit en el primer romanticismo alemán”, en Studia Hegeliana Vol. 4 (2018), pp. 243-252
-"O conceito do cultura no jovem Nietzsche", en Nasser, E.-Rubira, L. (eds.), Nietzsche no século XXI, Porto Alegre, Zouk, 2017, pp. 179-194
-"Moralidad e inmoralidad en Humano, demasiado humano", en Wotling, P. (ed.), Human, trop humain et les débuts de la réforme de la philosophie, Reims, ÉPURE, 2017
-"A recepçao espanhola de Nietzsche nos ultimos quarenta anos", en Cadernos Nietzsche (Univ. Sao Paulo) 2015 (36-1), pp. 17-44.
-"Nietzsche-Wagner, la estética como política", en Wotling, P. (ed.), Nietzsche. Les textes sur Wagner, Reims, ÉPURE, 2015, pp.293-312
-"Heidegger, técnica y alétheia", en Paredes, M. C. (ed.), Técnica y verdad, Salamanca, Sociedad Castellano Leonesa de Filosofía, 2014, pp. 125-138
-"La novedad metodológica de Nietzsche en los cursos sobre Historia de la literatura Griega", en Wotling, P. (ed.), Nietzsche. Les premiers textes sur les Grecs, , Reims, ÉPURE, 2014, pp. 178-206